# Lodovico Ferrari
Ludovico Ferrari (también conocido como Lodovico Ferrari; Bolonia, Italia, 2 de febrero de 1522 - ibídem, 5 de octubre de 1565) fue un matemático italiano. Al igual que Rafael Bombelli, fue un estudioso de las matemáticas y en unión de su patrón y colaborador Gerolamo Cardano, llegó a ser uno de los mayores representantes de la escuela de Bolonia, que se dedicaba principalmente al estudio del álgebra. Descubrió el procedimiento general para la resolución algebraica de la ecuación de cuarto grado, y colaboró con Cardano en la demostración de la fórmula para resolver ecuaciones de tercer grado. Se dice que murió envenenado con arsénico blanco por su hermana Maddalena.

## Biografía
El abuelo de Lodovico Ferrari, Bartholomeo Ferrari, se mudó a Bolonia desde Milán por culpa de la guerra. En el norte de Italia en aquella época las ciudades estaban en poder de grandes familias o bien dependían de los Estados Papales. Pero también los franceses y españoles luchaban por estas posesiones. En esta turbulenta época nació Ludovico, hijo de Alexandro Ferrari. Inicialmente se educó en casa, después cuando su padre murió, Lodovico se fue a vivir con su tío Vincenzo. Un hijo de este y primo de Lodovico se fue a Milán y empezó a trabajar en casa de Cardano, aunque al poco tiempo se volvió a su casa. Cuando Cardano contactó con Vincenzo para tratar de que este volviera, Vincenzo aprovechó para mandarle en su lugar a su sobrino Ludovico.
Así fue como Ludovico llegó a casa de Cardano con 14 años y se convirtió en su sirviente. Cardano pronto descubrió que Ludovico sabía leer y escribir y lo tomó como secretario para que le escribiera sus propios libros. Pronto se dio cuenta de que también Ludovico aprendía con rapidez y empezó a enseñarle matemáticas. Ferrari escribía todos los manuscritos de Cardano y cuando cumplió 18 años empezó a enseñar a otros. Cuando Cardano renunció a su puesto en la fundación Piatti de Milán en 1541, Ferrari fácilmente ganó este puesto en oposición frente a un rival y a la edad de 20 empezó a enseñar geometría.
Cardano y Ferrari estudiaron la solución de las cúbicas que Tartaglia les había comunicado. Resolvieron los problemas que Zuanne da Coi había propuesto y escribieron los casos en que podía presentarse una cúbica con coeficientes positivos. En este proceso, Ferrari descubrió también la solución general de la cuártica en 1540, que con un bello argumento reducía el problema a resolver una cúbica por el método de Tartaglia. Como Cardano había jurado a Tartaglia que no publicaría la solución de las cúbicas, estos no podía publicar tampoco las cuárticas que dependían de la solución de aquellas.
Entonces ambos viajaron a Bolonia, donde se decía que el profesor Scipione del Ferro, muerto desde hacía algunos años, había logrado resolver algún caso particular de la cúbica. Allí visitaron al yerno de Cardano, Annibale de la Nave, que ahora ocupaba su puesto de profesor de matemáticas en la universidad de Bolonia. Parece ser que este les enseñó unos supuestos manuscritos de del Ferro, donde se encontraba una forma de resolver un caso de la cúbica. Decidieron que Tartaglia no era el primero en descubrir la solución de la cúbica y que Cardano estaba eximido de su promesa a Tartaglia. Curiosamente estos supuestos manuscritos nunca fueron publicados.
A continuación, Cardano aunque no era descubridor de ninguna de ellas, publicó la solución de las cúbicas y de las cuárticas en su famoso libro Ars Magna (1545). Este libro marcó un hito importante en la historia de las matemáticas italianas, ya que influyó y fue estudiado por casi todos los matemáticos posteriores durante varios siglos. Sin embargo, este libro ejemplo de plagio, marcó con la desgracia a sus dos protagonistas, Cardano y Ferrari, que murieron de forma trágica y violenta.
Tartaglia enfureció y escribió a Cardano en repetidas ocasiones, no siendo contestado por este. En su lugar, Ferrari escribió a Tartaglia, retándolo a un duelo público o debate matemático, un hecho bastante popular durante el Renacimiento. Estos debates se hacían con notario y propuestas de problemas por ambos contendientes. Tartaglia no quería disputar el reto con Ferrari, ya que lo consideraba un actor secundario.
En esto se equivocó Tartaglia que, después de un año de cruzarse cartas e insultos con Ferrari sin recibir contestación del propio Cardano, tuvo que aceptar el reto de Ferrari. En efecto, Tartaglia cuya situación económica nunca fue buena, recibió una atractiva oferta de trabajo de su propia ciudad Brescia. Pero le ponían como condición que aceptara el reto con Ferrari, que ya se había hecho famoso.
El 10 de agosto de 1548, el esperado debate tuvo lugar en la iglesia y los jardines de Frati Zoccolanti en Milán. Una gran multitud se congregaba y todos los notables de la ciudad estaban pendientes de su resolución, incluido el gobernador de Milán (dependiente de la corona española), Don Fernando de Gonzaga, que era el juez último. Aunque Tartaglia tenía experiencia y había ganado otros debates, Ferrari tenía un mayor conocimiento de los problemas práctios de cúbicas y sobre todo cuárticas que él mismo había resuelto para el libro de su patrón Cardano.
Tartaglia, con menos carácter y más edad, pronto se dio cuenta de que el público celebraba cada acción de su oponente y que él mismo no sabía resolver algunos de los problemas que implicaban cuárticas. Decidió abandonar Milán durante la noche sin espera a concluir el debate, en el que finalmente se declaró vencedor a Ferrari. Como consecuencia de este hecho, Ferrari ganó fama y tuvo muchas ofertas de trabajo, incluida una del propio emperador, que deseaba un tutor para su hijo. Ferrari nunca volvería a trabajar en matemáticas.
Ferrando Gonzaga consiguió un puesto como asesor de impuestos del gobernador de Milán a Ferrari, quien se retiró joven y rico a Bolonia, su ciudad natal, donde vivió con su hermana viuda Maddalena. En 1565, se le ofreció una plaza de profesor en la universidad de Bolonia, pero desgraciadamente, Ferrari murió ese mismo año, se dice que envenenado con arsénico por su propia hermana. Según Cardano, su hermana no lloró en su entierro, y habiendo heredado la fortuna de este, se volvió a casar a las pocas semanas.

## Eponimia
El asteroide (21331) Lodovicoferrari fue nombrado así por este matemático.